# La Trinidad (Venezuela)
La Trinidad è un comune del Venezuela situato nello Stato di Yaracuy.
Il capoluogo del comune è la città di Boraure.